# Avenida Arenales
La avenida General Juan Álvarez de Arenales, más conocida simplemente como avenida Arenales, es una de las principales avenidas de la ciudad de Lima, capital del Perú. Se extiende de norte a sur, en los distritos de Lima, Jesús María, Lince y San Isidro. Cuenta con un único sentido de circulación de norte a sur.

## Recorrido
Se inicia en la avenida República de Chile, recibiendo el tráfico proveniente de esta vía. En sus 12 primeras cuadras, demarca el límite entre los distritos de Lima y Jesús María.